# The Paradigm Shift
The Paradigm Shift – jedenasty album studyjny nu metalowego zespołu Korn, wydany 4 października 2013 roku. Album został nagrany z byłym gitarzystą Brianem Welchem, który po siedmiu latach nieobecności powrócił do zespołu. Współzałożyciel i gitarzysta Korna James Shaffer wyjawił, że The Paradigm Shift będzie muzycznie połączeniem Issues i Untouchables - dwóch poprzednich albumów grupy wydanych odpowiednio w 1999 i 2002 roku. Standardowa edycja albumu zawiera 11 utworów, a edycja Deluxe dodatkowe dwie piosenki (w wydaniu japońskim dodatkowe trzy) i płytę DVD. Album został ponownie wydany w roku 2014 i zawiera dodatkowe utwory - Hater, Die Another Day, The Game Is Over oraz sześć utworów wykonanych na żywo.

## Lista utworów
1. "Prey for Me" – 3:37
2. "Love & Meth" – 4:03
3. "What We Do" – 4:06
4. "Spike in My Veins" (feat. Noisia) – 4:24
5. "Mass Hysteria" – 4:04
6. "Paranoid and Aroused" – 3:34
7. "Never Never" – 3:41
8. "Punishment Time" – 4:00
9. "Lullaby for a Sadist" – 4:18
10. "Victimized" – 4:00
11. "It's All Wrong" – 3:31

Wydanie Deluxe
1. "Wish I Wasn't Born Today" – 3:03
2. "Tell Me What You Want" – 3:01

Japońskie wydanie Deluxe
1. "Die Another Day" – 3:45

World Tour
12. "Hater" – 3:53
13. "The Game Is Over" – 3:41
14. "Die Another Day" – 3:44
15. "Love & Meth - Live From London/2014" – 4:10
16. "Here To Stay - Live From London/2014" – 4:53
17. "Get Up - Live From Moscow/2014" – 4:07
18. "Never Never - Live From Moscow/2014" – 4:20
19. "Got The Life - Live From Denver/2014" – 4:03
20. "Another Brick In The Wall - Live From Denver/2014" – 9:26
Reconciliation (DVD)
1. "The Separation / The Seed" – 13:14
2. "Writing Sessions, Pt. 1" – 6:38
3. "Writing Sessions, Pt. 2" – 5:47
4. "Writing Sessions, Pt. 3" – 9:50
5. "Writing Sessions, Pt. 4" – 1:47
6. "Guitars Tracking" – 4:06
7. "Bass Tracking" – 2:10
8. "Drums Tracking" – 3:30
9. "Vocals Tracking, Pt. 1" – 2:54
10. "Vocals Tracking, Pt. 2" – 7:33
11. "The Tree" – 2:57

## Twórcy
| - Jonathan Davis – wokal prowadzący - James "Munky" Shaffer – gitara - Brian "Head" Welch – gitara - Reginald "Fieldy" Arvizu – gitara basowa - Ray Luzier – perkusja |  | - Don Gilmore – produkcja muzyczna, miksowanie - Mark Kiczula – produkcja muzyczna, miksowanie, inżynieria dźwięku - Tom Lord-Alge – miksowanie - Brad Blackwood – mastering - Noisia – produkcja muzyczna |